# ネティブ・ハアサラ虐殺
ネティブ・ハアサラ虐殺は、2023年10月7日、ハマースがイスラエルへの奇襲攻撃の一環として、ガザ地区との国境フェンスに近いイスラエルのモシャブ、ネティブ・ハアサラを攻撃した事件。
ハマースは少なくとも20人を殺害し、その中には1家族も含まれていた。ネティブ・ハアサラには約900人が住んでいた。

## 背景
1982年に設立されたネティブ・ハアサラは、人口900人のモシャブである。2005年のイスラエルによるガザ地区等撤退後、ネティブ・ハアサラはガザ地区に最も近いイスラエル人コミュニティとなった。その後ネティブ・ハアサラは、カッサームロケット、カチューシャ、迫撃砲などの砲撃に耐え続けた。2007年には、人民抵抗委員会が侵入を試み、その結果、2人の人民抵抗委員会戦闘員がIDFの抵抗により死亡した。ネティヴ・ハアサラは、2005年のダナ・ガルコヴィッチのカッサームロケットによる死亡、2007年の9歳の女学生の死亡、2010年のタイ人労働者の死亡など、長年にわたって民間人の犠牲が発生していた。

## 攻撃
10月7日のシムハット・トーラーの朝、ハマース兵がパラグライダーを使ってガザ地区北部近郊のネティブ・ハアサラに潜入した。戦闘員は家々を回り、20人以上を殺害し、多くの負傷者を出した。犠牲者の中には1家族全体もいれば、村の緊急対応チームのメンバーもいた。ある時点で村の電気が止まり、人々は停電の中で安全な部屋に避難した。